# Баландино (Пермский край)
Баландино — деревня в Пермском районе Пермского края. Входит в состав Лобановского сельского поселения.

## География
Деревня расположена вблизи реки Мулянка, примерно в 5 км к юго-востоку от административного центра поселения, села Лобаново и 10 км к юго-востоку от Перми.

## Население
| 2010 |
| ---- |
| 6    |

## Топографические карты
- Лист карты O-40-77 Юг. Масштаб: 1 : 100 000. Состояние местности на 1983 год. Издание 1985 г.